# Kuša
Kuša (jap. 倶舎宗 ) je jedna z šesti buddhistických škol,tzv. narských škol (Kuša, Sanron, Džódžicu, Hossó, Kegon a Ricu), které se dostaly z Číny do Japonska v 7. a 8. století. Učení školy Kuša, které přinesli do Japonska v roce 658 mniši Čicu a Džitacu, bylo však prakticky od svého počátku vnímáno jako součást školy Hossó. Ta však přežila až do dnes. O první jmenované máme poslední zmínky z 9. století.
Škola Kuša se odvozovala z indické Sarvástivády, jejíž učení vycházelo ze spisu Abhidharmakóša, který napsal učenec Vasubandhu. Spis shrnoval nauky o dharmách a uváděl myšlenku, že v současnosti existuje vše: minulost, přítomnost i budoucnost.